# Michail Joezjny
Michail Michailovitsj Joezjny (Russisch: Михаил Михайлович Южный) (Moskou, 25 juni 1982) is een Russisch tennisser.

## Carrière
Joezjny begon met spelen op professioneel niveau in 1999. Zijn eerste grote succes haalde hij in 2002 toen hij een ATP-toernooi won en deel uitmaakte van de Russische ploeg dat de Davis Cup won. Zijn beste prestaties op grandslamtoernooien tot nu toe behaalde hij bij de US Open. In 2006 wist hij de halve finale te bereiken, door onder andere Rafael Nadal te verslaan. In de halve finale werd hij uitgeschakeld door Andy Roddick. In de editie van 2010 haalde hij opnieuw de halve finale, nu door onder meer Tommy Robredo en Stanislas Wawrinka te verslaan.

### 2007
In 2007 wist hij het ATP-toernooi van Rotterdam op zijn naam te schrijven door Ivan Ljubičić in de finale met 6-2 6-4 te verslaan.In augustus 2007 wist Joezjny voor het eerst door te dringen tot de mondiale top 10.

### 2008-2009
In het eerste toernooi van het jaar voor Joezjny (ATP-toernooi van Chennai 2008) wist hij Rafael Nadal te verslaan in de finale met 6-0 6-1. Op de Australian Open haalde hij vervolgens de kwartfinale, nadat hij in de vierde ronde had afgerekend met zijn landgenoot Nikolaj Davydenko in drie sets: 7-6(2) 6-3 6-1. In de kwartfinale werd hem de weg versperd door de Franse Jo-Wilfried Tsonga, die uiteindelijk de finale zou halen. Dankzij deze goede prestaties aan het begin van het jaar steeg Joezjny op 28 januari naar een 8e plaats op de wereldranglijst.
Na Wimbledon wist Joezjny niet meer drie wedstrijden achter elkaar te winnen. Diverse verliezen in de eerste ronde, afzegging op de US Open en een eerste ronde verlies op Australian Open zorgden ervoor dat hij afzakte naar een 62e plaats, zijn laagste klassering sinds juli 2002.

## Palmares
| Legenda                       | Legenda               |
| ----------------------------- | --------------------- |
| Grand Slam                    |                       |
| Olympische Spelen             |                       |
| tot 2009                      | vanaf 2009            |
| Tennis Masters Cup            | ATP Finals            |
| ATP Masters Series            | ATP Tour Masters 1000 |
| ATP International Series Gold | ATP Tour 500          |
| ATP International Series      | ATP Tour 250          |

### Enkelspel
| Nr.                  | Datum             | Toernooi            | Ondergrond    | Tegenstander in finale | Score                   | Details |
| -------------------- | ----------------- | ------------------- | ------------- | ---------------------- | ----------------------- | ------- |
| Gewonnen finales     |                   |                     |               |                        |                         |         |
| 1.                   | 15 juli 2002      | ATP Stuttgart       | Gravel        | Guillermo Cañas        | 6-3, 3-6, 3-6, 6-4, 6-4 | Details |
| 2.                   | 25 oktober 2004   | ATP Sint-Petersburg | Tapijt        | Karol Beck             | 6-2, 6-2                | Details |
| 3.                   | 19 februari 2007  | ATP Rotterdam       | Hardcourt     | Ivan Ljubičić          | 6-2, 6-4                | Details |
| 4.                   | 6 januari 2008    | ATP Chennai         | Hardcourt     | Rafael Nadal           | 6-0, 6-1                | Details |
| 5.                   | 25 oktober 2009   | ATP Moskou          | Hardcourt     | Janko Tipsarević       | 6-7(5), 6-0, 6-4        | Details |
| 6.                   | 9 mei 2010        | ATP München         | Gravel        | Marin Čilić            | 6-3, 4-6, 6-4           | Details |
| 7.                   | 3 oktober 2010    | ATP Kuala Lumpur    | Hardcourt     | Andrej Goloebev        | 6–7(2), 6–2, 7–6(3)     | Details |
| 8.                   | 5 februari 2012   | ATP Zagreb          | Hardcourt (i) | Lukáš Lacko            | 6–2, 6–3                | Details |
| 9.                   | 28 juli 2013      | ATP Gstaad          | Gravel        | Robin Haase            | 6–3, 6–4                | Details |
| 10.                  | 27 oktober 2013   | ATP Valencia        | Hardcourt (i) | David Ferrer           | 6–3, 7-5                | Details |
| Verloren finales     |                   |                     |               |                        |                         |         |
| 1.                   | 28 oktober 2002   | ATP Sint-Petersburg | Hardcourt     | Sébastien Grosjean     | 5-7, 4-6                | Details |
| 2.                   | 20 september 2004 | ATP Peking          | Hardcourt     | Marat Safin            | 6-7, 5-7                | Details |
| 3.                   | 3 maart 2007      | ATP Dubai           | Hardcourt     | Roger Federer          | 4-6, 3-6                | Details |
| 4.                   | 6 mei 2007        | ATP München         | Gravel        | Philipp Kohlschreiber  | 6-2, 3-6, 4-6           | Details |
| 5.                   | 10 mei 2009       | ATP München         | Gravel        | Tomáš Berdych          | 4-6, 6-4, 6-7           | Details |
| 6.                   | 5 oktober 2009    | ATP Tokio           | Hardcourt     | Jo-Wilfried Tsonga     | 3-6, 3-6                | Details |
| 7.                   | 8 november 2009   | ATP Valencia        | Hardcourt     | Andy Murray            | 3-6, 2-6                | Details |
| 8.                   | 14 februari 2010  | ATP Rotterdam       | Hardcourt     | Robin Söderling        | 4-6, 0-2, opgave        | Details |
| 9.                   | 28 februari 2010  | ATP Dubai           | Hardcourt     | Novak Đoković          | 5-7, 7-5, 3-6           | Details |
| 10.                  | 31 oktober 2010   | ATP Sint-Petersburg | Hardcourt     | Michail Koekoesjkin    | 3-6, 6-7                | Details |
| 11.                  | 16 juni 2013      | ATP Halle (6)       | Gras          | Roger Federer          | 7-6(5), 3-6, 4-6        | Details |
| Gewonnen challengers |                   |                     |               |                        |                         |         |
| 1.                   | 31 mei 2000       | Samarkand           | Gravel        | Jan Frode Andersen     | 7-67, 2-6, 7-68         |         |
| 2.                   | 8 november 2015   | Eckental            | Tapijt (i)    | Benjamin Becker        | 7-5, 6-3                |         |
| 3.                   | 10 januari 2016   | Bangkok             | Hardcourt     | Go Soeda               | 6-3, 6-4                |         |
| 4.                   | 17 januari 2016   | Bangkok             | Hardcourt     | Adam Pavlásek          | 6-4, 6-1                |         |
| 5.                   | 24 januari 2016   | Manilla             | Hardcourt     | Marco Chiudinelli      | 6-4, 6-4                |         |
| 6.                   | 22 oktober 2017   | Ningbo              | Hardcourt     | Taro Daniel            | 6-1, 6-1                |         |
| 7.                   | 29 oktober 2017   | Ho Chi Minh City    | Hardcourt     | John Millman           | 6-4, 6-4                |         |

### Dubbelspel
| Nr.                              | Datum             | Toernooi      | Ondergrond    | Partner               | Tegenstander in finale          | Score            | Details |
| -------------------------------- | ----------------- | ------------- | ------------- | --------------------- | ------------------------------- | ---------------- | ------- |
| Gewonnen finales herendubbel     |                   |               |               |                       |                                 |                  |         |
| 1.                               | 17 oktober 2005   | ATP Moskou    | Tapijt        | Maks Mirni            | Igor Andrejev Nikolaj Davydenko | 6–1, 6–1         | Details |
| 2.                               | 7 januari 2007    | ATP Doha      | Hardcourt     | Nenad Zimonjić        | Martin Damm Leander Paes        | 6–1, 7–6(3)      | Details |
| 3.                               | 6 mei 2007        | ATP München   | Gravel        | Philipp Kohlschreiber | Jan Hájek Jaroslav Levinský     | 6–1, 6–4         | Details |
| 4.                               | 15 juni 2008      | ATP Halle     | Gras          | Mischa Zverev         | Lukáš Dlouhý Leander Paes       | 3–6, 6–4, [10–3] | Details |
| 5.                               | 5 oktober 2008    | ATP Tokio     | Hardcourt     | Mischa Zverev         | Lukáš Dlouhý Leander Paes       | 6–3, 6–4         | Details |
| 6.                               | 14 juni 2009      | ATP Londen    | Gras          | Wesley Moodie         | Marcelo Melo André Sá           | 6–4, 4–6, [10–6] | Details |
| 7.                               | 13 juni 2010      | ATP Halle     | Gras          | Serhij Stachovsky     | Martin Damm Filip Polášek       | 4-6, 7-5, [10-7] | Details |
| 8.                               | 26 februari 2011  | ATP Dubai     | Hardcourt     | Serhij Stachovsky     | Jérémy Chardy Feliciano López   | 4-6, 6-3, [10-3] |         |
| 9.                               | 5 februari 2012   | ATP Zagreb    | Hardcourt (i) | Marcos Baghdatis      | Ivan Dodig Mate Pavić           | 6-2, 6-2         | Details |
| Verloren finales herendubbel     |                   |               |               |                       |                                 |                  |         |
| 1.                               | 9 januari 2005    | ATP Doha      | Hardcourt     | Andrei Pavel          | Albert Costa Rafael Nadal       | 3-6, 6-4, 3-6    | Details |
| 2.                               | 18 september 2005 | ATP Peking    | Hardcourt     | Dmitri Toersoenov     | Justin Gimelstob Nathan Healey  | 6-4, 3-6, 2-6    | Details |
| 3.                               | 24 februari 2008  | ATP Rotterdam | Hardcourt (I) | Philipp Kohlschreiber | Tomáš Berdych Dmitri Toersoenov | 5-7, 6-3, [1-10] | Details |
| Gewonnen challengers herendubbel |                   |               |               |                       |                                 |                  |         |
| 1.                               | 3 juli 2000       | Ulm           | Gravel        | Orlin Stanoytchev     | Tomas Behrend Karsten Braasch   | 62-7, 7-5, 6-0   |         |

## Resultaten grote toernooien
| Legenda | Legenda                          |
| ------- | -------------------------------- |
| g.t.    | geen toernooi gehouden           |
| l.c.    | lagere categorie                 |
| –       | niet deelgenomen                 |
| G       | uitgeschakeld in de groepsfase   |
| 1R      | uitgeschakeld in de eerste ronde |
| 2R      | uitgeschakeld in de tweede ronde |
| 3R      | uitgeschakeld in de derde ronde  |
| 4R      | uitgeschakeld in de vierde ronde |
| KF      | uitgeschakeld in de kwartfinale  |
| HF      | uitgeschakeld in de halve finale |
| F       | de finale verloren               |
| W       | het toernooi gewonnen            |
| w-v     | winst/verlies-balans             |

### Enkelspel
| toernooi             | 2001 | 2002 | 2003 | 2004 | 2005 | 2006 | 2007 | 2008 | 2009 | 2010 | 2011 | 2012 | 2013 | 2014 | 2015 | 2016 | 2017 | 2018 |
| -------------------- | ---- | ---- | ---- | ---- | ---- | ---- | ---- | ---- | ---- | ---- | ---- | ---- | ---- | ---- | ---- | ---- | ---- | ---- |
| grandslamtoernooien  |      |      |      |      |      |      |      |      |      |      |      |      |      |      |      |      |      |      |
| Australian Open      | 3R   | 3R   | 4R   | 1R   | 2R   | 1R   | 3R   | KF   | 1R   | 3R   | 3R   | 1R   | 2R   | 2R   | 1R   | –    | 1R   | 1R   |
| Roland Garros        | 1R   | 1R   | 2R   | 3R   | 2R   | 2R   | 4R   | 3R   | 2R   | KF   | 3R   | 3R   | 4R   | 2R   | 1R   | 1R   | 1R   | 1R   |
| Wimbledon            | 4R   | 4R   | 2R   | 1R   | 4R   | 3R   | 4R   | 4R   | 1R   | 2R   | 4R   | KF   | 4R   | 2R   | 1R   | 2R   | 2R   | 1R   |
| US Open              | 3R   | –    | 1R   | 3R   | 3R   | HF   | 2R   | –    | 2R   | HF   | 1R   | 1R   | KF   | 1R   | 2R   | 3R   | 2R   |      |
| ATP Masters 1000     |      |      |      |      |      |      |      |      |      |      |      |      |      |      |      |      |      |      |
| Indian Wells         | –    | –    | 1R   | 4R   | 2R   | 1R   | 2R   | 3R   | 1R   | –    | –    | –    | 2R   | –    | 1R   | 2R   | 2R   | 1R   |
| Miami                | –    | –    | 2R   | 1R   | 2R   | 1R   | 3R   | 4R   | 2R   | KF   | 3R   | –    | 3R   | –    | 2R   | 2R   | 1R   | 3R   |
| Monte Carlo          | 3R   | –    | 1R   | –    | –    | 1R   | 2R   | 2R   | –    | 2R   | 1R   | 1R   | 2R   | 1R   | 1R   | –    | –    | –    |
| Rome                 | –    | –    | 1R   | 1R   | 1R   | 2R   | 3R   | –    | 2R   | 1R   | 1R   | 2R   | 2R   | 3R   | –    | –    | –    | –    |
| Hamburg              | –    | 1R   | 3R   | KF   | 2R   | 1R   | 1R   | 1R   | l.c. | l.c. | l.c. | l.c. | l.c. | l.c. | l.c. | l.c. | l.c. | l.c. |
| Madrid               | l.c. | 3R   | 1R   | 1R   | 1R   | –    | 2R   | 1R   | –    | 2R   | 1R   | 2R   | 3R   | 2R   | –    | –    | –    | –    |
| Montréal/Toronto     | –    | –    | 1R   | 2R   | 1R   | 2R   | 3R   | 2R   | 3R   | 2R   | 1R   | 2R   | 2R   | 3R   | 3R   | 2R   | 1R   | 2R   |
| Cincinnati           | –    | –    | 3R   | 2R   | KF   | 2R   | 2R   | 1R   | 2R   | 1R   | 1R   | 1R   | 2R   | 3R   | –    | 2R   | 1R   |      |
| Shanghai             | l.c. | l.c. | l.c. | l.c. | l.c. | l.c. | l.c. | l.c. | –    | 2R   | 1R   | 1R   | 1R   | KF   | –    | 1R   | –    |      |
| Parijs               | –    | –    | 1R   | KF   | –    | –    | KF   | 1R   | –    | 2R   | 1R   | 1R   | 1R   | 1R   | –    | –    | –    |      |
| olympisch            |      |      |      |      |      |      |      |      |      |      |      |      |      |      |      |      |      |      |
| Olympische Spelen    | g.t. | g.t. | g.t. | KF   | g.t. | g.t. | g.t. | 3R   | g.t. | g.t. | g.t. | 1R   | g.t. | g.t. | g.t. | –    | g.t. | g.t. |
| statistieken         |      |      |      |      |      |      |      |      |      |      |      |      |      |      |      |      |      |      |
| totaal aantal titels | 0    | 1    | 0    | 1    | 0    | 0    | 1    | 1    | 1    | 2    | 0    | 1    | 2    | 0    | 0    | 0    | 0    | 0    |
| eindejaarsranking    | 58   | 32   | 43   | 16   | 43   | 24   | 19   | 32   | 19   | 10   | 35   | 25   | 15   | 48   | 127  | 57   | 84   |      |

### Dubbelspel
| toernooi             | 2002 | 2003 | 2004 | 2005 | 2006 | 2007 | 2008 | 2009 | 2010 | 2011 | 2012 | 2013 | 2014 | 2015 | 2016 | 2017 | 2018 |
| -------------------- | ---- | ---- | ---- | ---- | ---- | ---- | ---- | ---- | ---- | ---- | ---- | ---- | ---- | ---- | ---- | ---- | ---- |
| grandslamtoernooien  |      |      |      |      |      |      |      |      |      |      |      |      |      |      |      |      |      |
| Australian Open      | 1R   | 1R   | 1R   | 1R   | –    | 1R   | 1R   | 1R   | 1R   | 2R   | 1R   | 3R   | KF   | 1R   | –    | 1R   | –    |
| Roland Garros        | –    | –    | 1R   | 2R   | 3R   | –    | –    | –    | 2R   | 2R   | 1R   | 1R   | 1R   | 2R   | 1R   | 1R   | –    |
| Wimbledon            | –    | –    | 1R   | –    | 1R   | –    | –    | –    | –    | –    | –    | –    | 1R   | 1R   | 1R   | –    | –    |
| US Open              | –    | 1R   | 2R   | 3R   | KF   | –    | –    | –    | 3R   | 3R   | 2R   | 3R   | 1R   | –    | 1R   | 1R   |      |
| ATP Masters 1000     |      |      |      |      |      |      |      |      |      |      |      |      |      |      |      |      |      |
| Indian Wells         | –    | –    | –    | –    | 2R   | –    | 1R   | –    | –    | –    | –    | –    | 1R   | –    | –    | –    | –    |
| Miami                | –    | –    | –    | –    | 1R   | –    | –    | –    | 2R   | 2R   | –    | 2R   | –    | –    | –    | –    | –    |
| Monte Carlo          | –    | –    | –    | –    | –    | –    | –    | –    | 2R   | KF   | –    | 2R   | KF   | –    | –    | –    | –    |
| Hamburg              | –    | –    | –    | –    | –    | –    | 1R   | l.c. | l.c. | l.c. | l.c. | l.c. | l.c. | l.c. | l.c. | l.c. | l.c. |
| Madrid               | –    | –    | –    | –    | 1R   | –    | 1R   | –    | –    | 1R   | –    | 1R   | 1R   | –    | –    | –    | –    |
| Rome                 | –    | –    | –    | –    | –    | –    | –    | –    | 1R   | –    | –    | –    | 2R   | –    | –    | –    | –    |
| Montréal/Toronto     | –    | 2R   | –    | 2R   | –    | –    | KF   | –    | KF   | 2R   | 1R   | 2R   | 1R   | –    | –    | –    | –    |
| Cincinnati           | –    | –    | 2R   | 2R   | KF   | –    | –    | –    | 1R   | 1R   | 1R   | 2R   | 1R   | –    | –    | –    |      |
| Shanghai             | l.c. | l.c. | l.c. | l.c. | l.c. | l.c. | l.c. | –    | 1R   | –    | –    | –    | KF   | –    | –    | –    |      |
| Parijs               | –    | –    | –    | –    | –    | –    | –    | –    | 2R   | –    | –    | –    | –    | –    | –    | –    |      |
| olympisch            |      |      |      |      |      |      |      |      |      |      |      |      |      |      |      |      |      |
| Olympische Spelen    | g.t. | g.t. | 1R   | g.t. | g.t. | g.t. | 2R   | g.t. | g.t. | g.t. | 2R   | g.t. | g.t. | g.t. | –    | g.t. | g.t. |
| statistieken         |      |      |      |      |      |      |      |      |      |      |      |      |      |      |      |      |      |
| totaal aantal titels | 0    | 0    | 0    | 1    | 0    | 2    | 2    | 1    | 1    | 1    | 1    | 0    | 0    | 0    | 0    | 0    | 0    |
| eindejaarsranking    | 223  | 169  | 125  | 47   | 68   | 95   | 65   | 122  | 69   | 60   | 121  | 74   | 72   | 379  | —    | 819  |      |